# Bộ Tư lệnh (Quân đội nhân dân Việt Nam)
Bộ Tư lệnh là cơ quan chỉ huy cấp cao về mặt quân sự trên một đơn vị lãnh thổ, lãnh hải nhất định (bộ tư lệnh quân khu, bộ tư lệnh vùng...) hoặc chỉ huy một cấp đơn vị quân đội (bộ tư lệnh quân đoàn; bộ tư lệnh binh chủng, quân chủng...) hoặc làm nhiệm vụ chỉ huy khác (Bộ tư lệnh Bảo vệ Lăng Chủ tịch Hồ Chí Minh,...) hoặc làm nhiệm vụ tác chiến chiến dịch ở quy mô lớn. Trước đây và hiện nay trong ngành an ninh của Việt Nam cũng thành lập những bộ tư lệnh để quản lý một số lực lượng chuyên trách như bộ tư lệnh công an vũ trang, bộ tư lệnh cảnh vệ,... Người đứng đầu Bộ tư lệnh là một Tư lệnh. Bộ tư lệnh bao gồm một số lãnh đạo chủ chốt và các cơ quan Tham mưu chỉ huy tác chiến, chỉ huy đảm bảo Hậu cần kỹ thuật và cơ quan Chính trị.
Trong thời kỳ chiến tranh Việt Nam, trong Quân đội nhân dân Việt Nam có cấp chỉ huy cao nhất là Bộ Tổng Tư lệnh Quân đội nhân dân Việt Nam. Tổng Tư lệnh đầu tiên là Đại tướng Võ Nguyên Giáp.
Trong Quân đội nhân dân Việt Nam Bộ tư lệnh được tổ chức ở 2 cấp:
- Cấp thứ nhất bao gồm các bộ tư lệnh có chức năng chỉ huy các quân khu, quân chủng, Bộ đội Biên phòng, Cảnh sát biển, Tác chiến mạng... Người tư lệnh đứng đầu cấp này mang quân hàm cao nhất thường là trung tướng.
- Cấp thứ hai bao gồm các bộ tư lệnh có chức năng chỉ huy các quân đoàn, binh chủng, binh đoàn và đơn vị khác trực thuộc bộ quốc phòng và 2 Bộ Tư lệnh Thành phố (TP. Hồ Chí Minh và Hà Nội). Người tư lệnh đứng đầu cấp này mang quân hàm cao nhất thường là thiếu tướng.

Dưới cấp Bộ tư lệnh là các Bộ chỉ huy các tỉnh thành (Hiện nay Việt Nam có 61 Bộ Chỉ huy quân sự Tỉnh thành), Ban chỉ huy ở các cấp: sư đoàn, lữ đoàn, trung đoàn độc lập hoặc quân sự địa phương cấp tỉnh, huyện. Lớn hơn họ là bộ quốc phòng việt nam.
Dưới bộ tư lệnh có cả bộ tham mưu và các cơ quan trực thuộc.Ví dụ: Bộ tư lệnh quân chủng hải quân có Bộ tham mưu và các đơn vị trực thuộc như( văn phòng,phòng tài chính,thanh tra,...).